# Udinese Calcio 1981-1982
Questa voce raccoglie le informazioni riguardanti l'Udinese Calcio nelle competizioni ufficiali della stagione 1981-1982.

## Stagione
Teofilo Sanson dopo un lustro lascia la società nelle mani del Sindaco di Udine, a fine giugno 1981 viene siglato l'accordo con la Zanussi e Lamberto Mazza, numero uno dell'azienda di Porcia, diventa il nuovo presidente dell'Udinese. La nuova dirigenza punta su alcuni acquisti di rilievo, Franco Causio dalla Juventus, Carlo Muraro e Franco Pancheri dall'Inter, il brasiliano Orlando Pereira dal Vasco de Gama, Angelo Orazi dal Catanzaro. La squadra friulana affidata all'allenatore Enzo Ferrari disputa un campionato di centro classifica, salvandosi senza correre particolari rischi.
Lo scudetto lo vince in volata la Juventus sulla Fiorentina di un punto, ma le sorprese più rilevanti riguardano le retrocessioni, alla cenerentola Como fanno compagnia nel viaggio per la Serie B, nientemeno che il Milan e il Bologna, entrambe alla prima retrocessione sul campo della loro storia. Nella Coppa Italia l'Udinese vince il settimo girone di qualificazione con la Reggiana, entrambe a 6 punti, ma ad accedere ai quarti di finale è la squadra emiliana, per la migliore differenza reti.

## Divise e sponsor

Il neoacquisto Franco Causio nella trasferta di Cagliari con la seconda divisa giallonera: il Barone visse una «seconda giovinezza» in Friuli, ottenendo il Guerin d'oro quale migliore giocatore del campionato e il ritorno in nazionale per il vittorioso.

Lo sponsor tecnico per la stagione 1981-1982 fu Americanino, mentre lo sponsor ufficiale fu Zanussi.
| Casa | Trasferta |

## Organigramma societario
Area direttiva
- Presidente: Lamberto Mazza
- General manager e direttore sportivo: Francesco Dal Cin
- Segretario: Gianfranco Salciccia

Area tecnica
- Allenatore: Enzo Ferrari
- Allenatore in seconda: Narciso Soldan
- Allenatore giovanili: Giovanni Galeone

Area sanitaria
- Medici sociali: Fausto Bellato e Giuseppe Girola
- Massaggiatori: Luigi Bertocco e Gianfranco Casarsa

## Rosa
| N. |                    | Ruolo | Calciatore               |
| -- | ------------------ | ----- | ------------------------ |
|    | Italia (bandiera)  | P     | Fausto Borin             |
|    | Italia (bandiera)  | P     | Carlo Della Corna        |
|    | Italia (bandiera)  | D     | Marco Billia             |
|    | Italia (bandiera)  | D     | Cesare Cattaneo          |
|    | Italia (bandiera)  | D     | Luigi De Agostini        |
|    | Italia (bandiera)  | D     | Pasquale Fanesi          |
|    | Italia (bandiera)  | D     | Dino Galparoli           |
|    | Brasile (bandiera) | D     | Orlando                  |
|    | Italia (bandiera)  | D     | Franco Pancheri          |
|    | Italia (bandiera)  | D     | Attilio Tesser           |
|    | Italia (bandiera)  | C     | Roberto Bacchin          |
|    | Italia (bandiera)  | C     | Franco Causio (capitano) |

| N. |                   | Ruolo | Calciatore         |
| -- | ----------------- | ----- | ------------------ |
|    | Italia (bandiera) | C     | Manuel Gerolin     |
|    | Italia (bandiera) | C     | Paolo Miano        |
|    | Italia (bandiera) | C     | Carlo Muraro       |
|    | Italia (bandiera) | C     | Angelo Orazi       |
|    | Italia (bandiera) | C     | Giorgio Papais     |
|    | Italia (bandiera) | C     | Livio Pin (I)      |
|    | Italia (bandiera) | C     | Sergio Vriz        |
|    | Italia (bandiera) | A     | Gianfranco Casarsa |
|    | Italia (bandiera) | A     | Gianfranco Cinello |
|    | Italia (bandiera) | A     | Giorgio De Giorgis |
|    | Italia (bandiera) | A     | Maurizio Trombetta |

## Risultati

### Serie A

#### Girone di andata
| Udine 13 settembre 1981 1ª giornata | Udinese           | 0 – 0 | Milan | Stadio Friuli\| Arbitro: \| Bergamo (Livorno) \| |
| Arbitro:                            | Bergamo (Livorno) |       |       |                                                  |

| Arbitro: | Ballerini (La Spezia) |

|                                            |           |  |
| Greco 10’ De Vecchi 25’ Torrisi 44’ (rig.) | Marcatori |  |

| Arbitro: | Benedetti (Roma) |

|             |           |                                 |
| Gerolin 90’ | Marcatori | 22’ V. Chimenti 33’ Tagliaferri |

| Arbitro: | Ciulli (Roma) |

|                          |           |              |
| Schachner 10’ Perego 78’ | Marcatori | 50’ Cattaneo |

| Arbitro: | Mattei (Macerata) |

|                                       |           |                  |
| Cattaneo 35’ Causio 52’ C. Muraro 77’ | Marcatori | 65’, 87’ Bonesso |

| Arbitro: | Redini (Pisa) |

|                                    |           |            |
| G. Corti 30’ P. Iachini 63’ (rig.) | Marcatori | 90’ Tesser |

| Arbitro: | Tonolini (Milano) |

|             |           |  |
| Gerolin 63’ | Marcatori |  |

| Arbitro: | Menegali (Roma) |

|             |           |               |
| Bacchin 37’ | Marcatori | 54’ Altobelli |

| Napoli 22 novembre 1981 9ª giornata | Napoli                | 0 – 0 | Udinese | Stadio San Paolo\| Arbitro: \| Ballerini (La Spezia) \| |
| Arbitro:                            | Ballerini (La Spezia) |       |         |                                                         |

| Arbitro: | Mattei (Macerata) |

|                        |           |            |
| Cinello 56’ Causio 64’ | Marcatori | 47’ Sabato |

| Arbitro: | Menegali (Roma) |

|  |           |                          |
|  | Marcatori | 23’ Orazi 88’ De Giorgis |

| Arbitro: | Lops (Torino) |

|                      |           |                            |
| Causio 63’ Orazi 83’ | Marcatori | 58’ R. Mancini 69’ Neumann |

| Arbitro: | Ciulli (Roma) |

|               |           |  |
| Galderisi 52’ | Marcatori |  |

| Arbitro: | Mattei (Macerata) |

|               |           |                                |
| C. Muraro 56’ | Marcatori | 17’ D. Bertoni 62’ F. Graziani |

| Arbitro: | Lops (Torino) |

|          |           |              |
| Nela 59’ | Marcatori | 17’ Cattaneo |

#### Girone di ritorno
| Arbitro: | Longhi (Roma) |

|  |           |            |
|  | Marcatori | 86’ Causio |

| Arbitro: | Menegali (Roma) |

|  |           |                        |
|  | Marcatori | 50’ Pircher 73’ Scorsa |

| Arbitro: | Mattei (Macerata) |

|  |           |               |
|  | Marcatori | 40’ Galparoli |

| Arbitro: | Ballerini (La Spezia) |

|  |           |                  |
|  | Marcatori | 82’ A. Piraccini |

| Arbitro: | Ciulli (Roma) |

|                  |           |  |
| Miano 68’ (aut.) | Marcatori |  |

| Arbitro: | Benedetti (Roma) |

|                           |           |                                      |
| Miano 4’, 50’ Gerolin 16’ | Marcatori | 17’ M. Briaschi 70’ (aut.) Galparoli |

| Arbitro: | Pieri (Genova) |

|              |           |             |
| Selvaggi 45’ | Marcatori | 38’ Bacchin |

| Arbitro: | Ballerini (La Spezia) |

|                       |           |             |
| Beccalossi 18’ (rig.) | Marcatori | 85’ Cinello |

| Arbitro: | Longhi (Roma) |

|  |           |             |
|  | Marcatori | 18’ Damiani |

| Catanzaro 4 aprile 1982 25ª giornata | Catanzaro         | 0 – 0 | Udinese | Stadio Militare\| Arbitro: \| Bergamo (Livorno) \| |
| Arbitro:                             | Bergamo (Livorno) |       |         |                                                    |

| Arbitro: | Pieri (Genova) |

|           |           |  |
| Orazi 82’ | Marcatori |  |

| Arbitro: | Mattei (Macerata) |

|  |           |                        |
|  | Marcatori | 27’ Gerolin 55’ Causio |

| Arbitro: | D'Elia (Salerno) |

|          |           |                                                         |
| Miano 2’ | Marcatori | 30’ Marocchino 36’, 85’ Cabrini 49’ P. Rossi 90’ Virdis |

| Arbitro: | Benedetti (Roma) |

|                                                    |           |  |
| D. Bertoni 52’ F. Graziani 29’ Pancheri 84’ (aut.) | Marcatori |  |

| Arbitro: | Pairetto (Torino) |

|  |           |                   |
|  | Marcatori | 88’ Di Bartolomei |

### Coppa Italia

#### Primo turno
| Arbitro: | Tonolini (Milano) |

|                |           |            |
| A. Bertoni 31’ | Marcatori | 40’ Muraro |

| Arbitro: | Pieri (Genova) |

|                     |           |  |
| Orlando Pereira 27’ | Marcatori |  |

| Arbitro: | Redini (Pisa) |

|                         |           |                            |
| Causio 1’ C. Muraro 71’ | Marcatori | 25’ (aut.) Orlando Pereira |

| Reggio Emilia 2 settembre 1981 4ª giornata | Reggiana          | 0 – 0 | Udinese | Stadio Mirabello\| Arbitro: \| Mattei (Macerata) \| |
| Arbitro:                                   | Mattei (Macerata) |       |         |                                                     |

## Statistiche

### Statistiche di squadra
| Competizione | Punti | In casa | In casa | In casa | In casa | In casa | In casa | In trasferta | In trasferta | In trasferta | In trasferta | In trasferta | In trasferta | Totale | Totale | Totale | Totale | Totale | Totale | DR  |
| Competizione | Punti | G       | V       | N       | P       | Gf      | Gs      | G            | V            | N            | P            | Gf           | Gs           | G      | V      | N      | P      | Gf     | Gs     | DR  |
| ------------ | ----- | ------- | ------- | ------- | ------- | ------- | ------- | ------------ | ------------ | ------------ | ------------ | ------------ | ------------ | ------ | ------ | ------ | ------ | ------ | ------ | --- |
| Serie A      | 26    | 15      | 5       | 3       | 7       | 16      | 22      | 15           | 4            | 5            | 6            | 11           | 15           | 30     | 9      | 8      | 13     | 27     | 37     | -10 |
| Coppa Italia |       | 2       | 2       | 0       | 0       | 3       | 1       | 2            | 0            | 2            | 0            | 1            | 1            | 4      | 2      | 2      | 0      | 4      | 2      | +2  |
| Totale       | -     | 17      | 7       | 3       | 7       | 19      | 23      | 17           | 4            | 7            | 6            | 12           | 16           | 34     | 11     | 10     | 13     | 31     | 39     | -8  |

### Statistiche dei giocatori[7]
| Giocatore      | Serie A  | Serie A | Serie A     | Serie A    | Coppa Italia | Coppa Italia | Coppa Italia | Coppa Italia | Totale   | Totale | Totale      | Totale     |
| Giocatore      | Presenze | Reti    | Ammonizioni | Espulsioni | Presenze     | Reti         | Ammonizioni  | Espulsioni   | Presenze | Reti   | Ammonizioni | Espulsioni |
| -------------- | -------- | ------- | ----------- | ---------- | ------------ | ------------ | ------------ | ------------ | -------- | ------ | ----------- | ---------- |
| R. Bacchin     | 25       | 2       | ?           | ?          | -            | -            | -            | -            | 25       | 2      | 0+          | 0+         |
| F. Borin       | 22       | -25     | ?           | ?          | -            | -            | -            | -            | 22       | -25    | 0+          | 0+         |
| G. Casarsa     | 8        | 0       | ?           | ?          | -            | -            | -            | -            | 8        | 0      | 0+          | 0+         |
| C. Cattaneo    | 28       | 3       | ?           | ?          | 4            | 0            | ?            | ?            | 32       | 3      | ?           | ?          |
| F. Causio      | 26       | 5       | ?           | ?          | 4            | 1            | ?            | ?            | 30       | 6      | ?           | ?          |
| G. Cinello     | 12       | 2       | ?           | ?          | 3            | 0            | ?            | ?            | 15       | 2      | ?           | ?          |
| L. De Agostini | 1        | 0       | ?           | ?          | 2            | 0            | ?            | ?            | 3        | 0      | ?           | ?          |
| G. De Giorgis  | 23       | 1       | ?           | ?          | -            | -            | -            | -            | 23       | 1      | 0+          | 0+         |
| C. Della Corna | 8        | -12     | ?           | ?          | 4            | -2           | ?            | ?            | 12       | -14    | ?           | ?          |
| P. Fanesi      | 3        | 0       | ?           | ?          | 3            | 0            | ?            | ?            | 6        | 0      | ?           | ?          |
| D. Galparoli   | 24       | 1       | ?           | ?          | -            | -            | -            | -            | 24       | 1      | 0+          | 0+         |
| M. Gerolin     | 30       | 4       | ?           | ?          | 3            | 0            | ?            | ?            | 33       | 4      | ?           | ?          |
| P. Miano       | 27       | 3       | ?           | ?          | 3            | 0            | ?            | ?            | 30       | 3      | ?           | ?          |
| C. Muraro      | 22       | 2       | ?           | ?          | 4            | 2            | ?            | ?            | 26       | 4      | ?           | ?          |
| A. Orazi       | 29       | 3       | ?           | ?          | 4            | 0            | ?            | ?            | 33       | 3      | ?           | ?          |
| Orlando        | 29       | 0       | ?           | ?          | 4            | 1            | ?            | ?            | 33       | 1      | ?           | ?          |
| F. Pancheri    | 11       | 0       | ?           | ?          | 2            | 0            | ?            | ?            | 13       | 0      | ?           | ?          |
| G. Papais      | 4        | 0       | ?           | ?          | 3            | 0            | ?            | ?            | 7        | 0      | ?           | ?          |
| L. Pin (I)     | 25       | 0       | ?           | ?          | 4            | 0            | ?            | ?            | 29       | 0      | ?           | ?          |
| A. Tesser      | 26       | 1       | ?           | ?          | 4            | 0            | ?            | ?            | 30       | 1      | ?           | ?          |
| M. Trombetta   | 1        | 0       | ?           | ?          | -            | -            | -            | -            | 1        | 0      | 0+          | 0+         |
| S. Vriz        | 3        | 0       | ?           | ?          | 1            | 0            | ?            | ?            | 4        | 0      | ?           | ?          |